# Sphingonotus nigroptera
Sphingonotus nigroptera är en insektsart som beskrevs av Zheng, Z. och Gow 1981. Sphingonotus nigroptera ingår i släktet Sphingonotus och familjen gräshoppor. Inga underarter finns listade i Catalogue of Life.